# Mônaco nos Jogos Olímpicos de Verão de 1928
Mônaco participou dos Jogos Olímpicos de Verão de 1928 em Amsterdã, Países Baixos. Não ganhou medalhas.